# Limmatquai

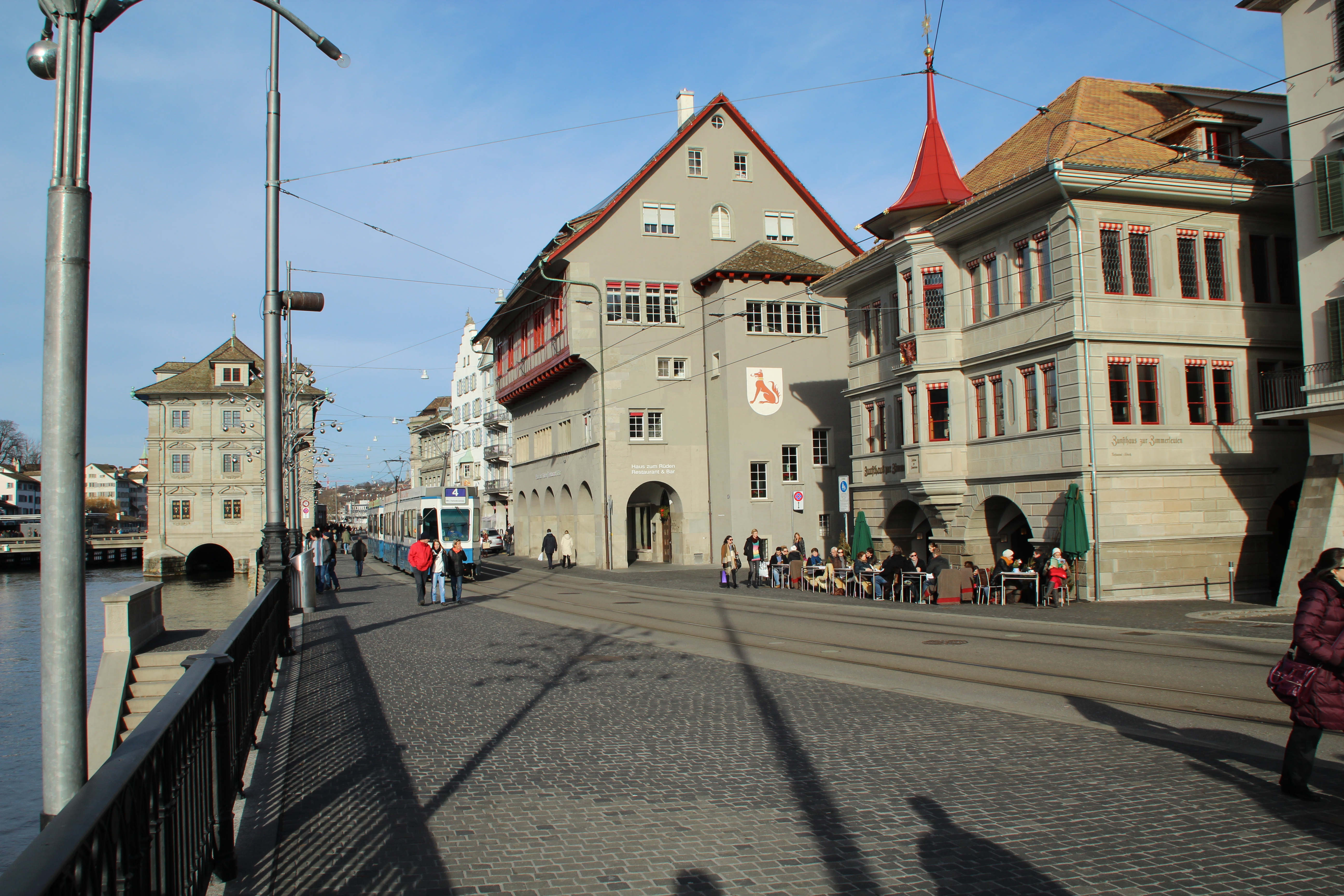
Das Limmatquai gegen Norden. In der Mitte das Zunfthaus zum Rüden, links das Rathaus

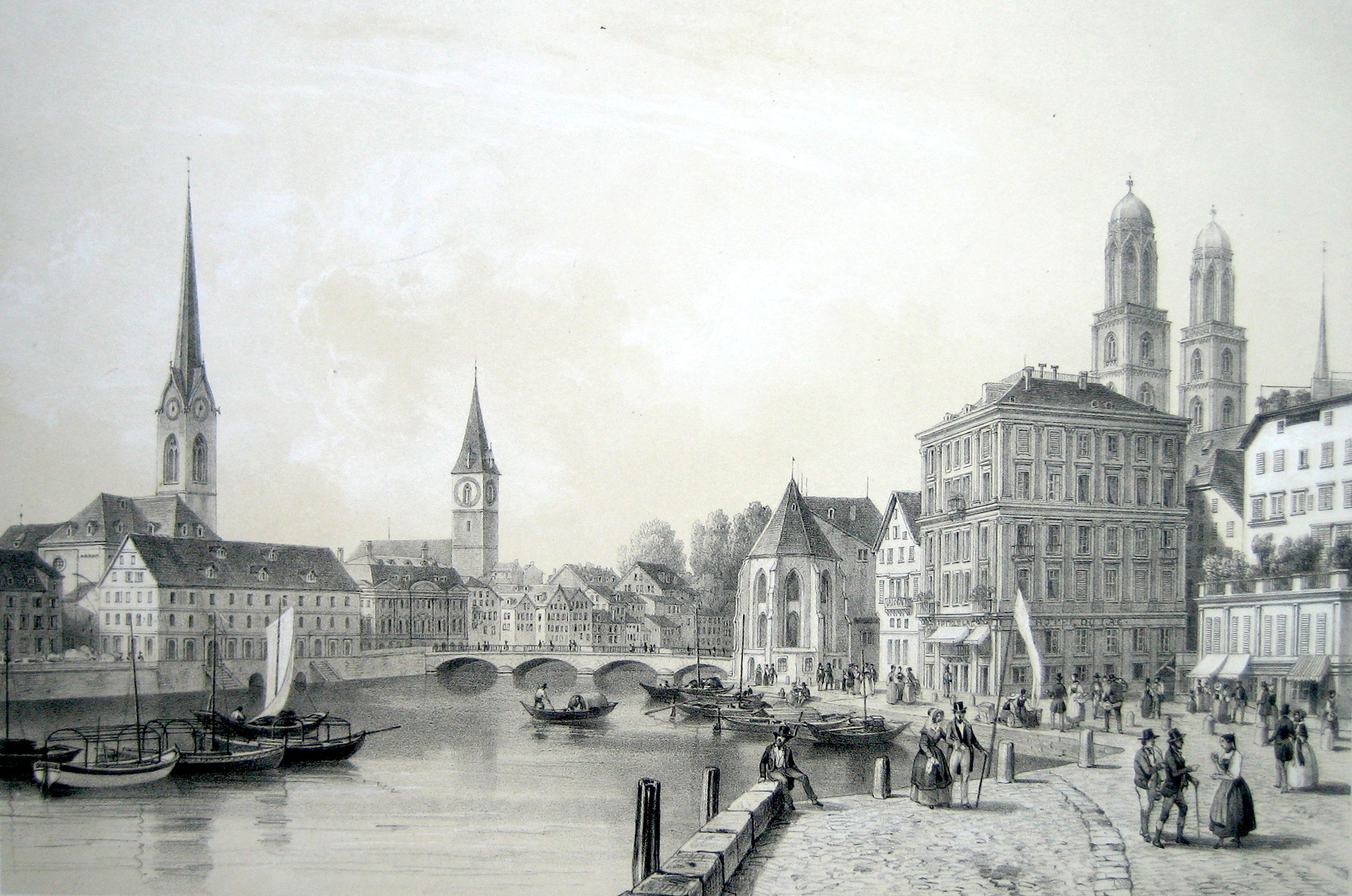
Das Sonnenquai 1845. Stich von Isidore Laurent Deroy

Das Limmatquai ist die Strasse, die in der Zürcher Altstadt dem rechten Limmatufer entlangführt. Es führt vom Bellevue hinunter bis zum Central. Am Limmatquai liegen das Grossmünster, die Wasserkirche, viele Zunfthäuser und das Zürcher Rathaus. Die meisten Häuser am Limmatquai sind als schutzwürdig eingestuft, das Ortsbild des Limmatraums ist als Ganzes geschützt.

## Geschichte
Die Limmat wurde in Zürich im Verlauf von Jahrhunderten immer stärker kanalisiert. Am Grundriss alter Häuser lässt sich nachweisen, dass das rechte Limmatufer heute bis zu 28 Meter vor dem ursprünglichen Ufer liegt. Im 12. und 13. Jahrhundert wurden die Häuser direkt ans Ufer gebaut und von der Oberdorf- und Niederdorfstrasse her erschlossen.
Das Limmatquai als durchgehende Strasse wurde im 19. Jahrhundert gebaut: eine erste Etappe bis zum Rathaus 1823–1859, vom Rathaus bis zur Wasserkirche 1835/1836, und 1835–1839 von der Wasserkirche zum Zürichsee. Der südlichste Teil, vom Grossmünster bis zum Bellevue hiess früher «Sonnenquai». Der Name verschwand 1933 und seither gilt für das gesamte rechte Limmatufer die Bezeichnung Limmatquai.
Nachdem das Quai 1859 erbaut war, wurde es zur neuen Hauptverkehrsader, da es die rechtsufrige Altstadt auf deren gesamten Länge flankierte. Hier wurden in der Folge aufwendige Bauten erstellt mit typischen Formen von Spätklassizismus und Neorenaissance wie etwa die Münsterhäuser am Grossmünster, das Gesellschaftshaus «zum Schneggen», die Museumsgesellschaft und die Fleischhalle.
In seinem Lied Auf der Flucht (aus dem Album «Einzelhaft» von 1982) nimmt Falco unter namentlicher Nennung des Limmatquais auf die Jugendunruhen in der Schweiz und deren Unterdrückung in Zürich Bezug: «Zürich, Limmatquai / Neunzehnhundertachtzig zwei / Alles ist in Ordnung [...] Gewonnen hat die Steuer / Und am Seeufer kein Feuer, aha».

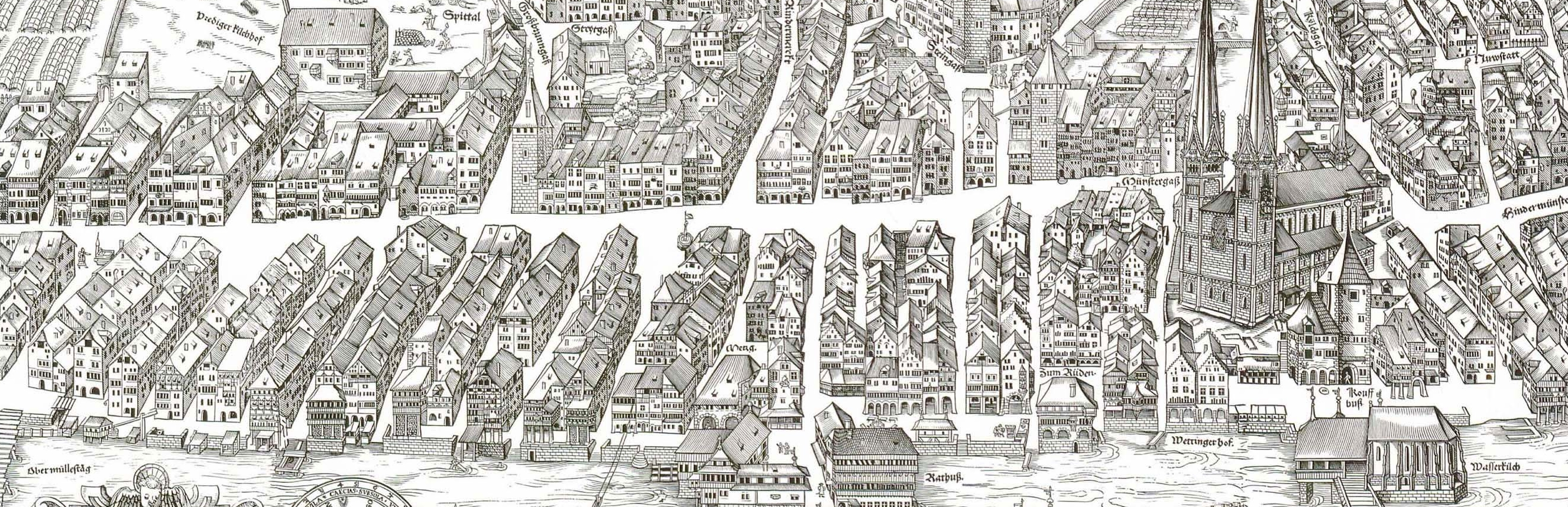
Limmatufer auf dem Murerplan von 1576

## Verkehrskonzept
Das Limmatquai war im 20. Jahrhundert eine der wichtigsten Verkehrsadern in der Innenstadt, abgesehen von zwei Tramlinien wurde es Ende der 1990er Jahre täglich von 20'000 Autos und Lastwagen befahren. Die Verkehrsberuhigung des Limmatquais war jahrelang ein städtisches Politikum. Bürgerlichen politischen Kräften, allen voran dem ansässigen Gewerbe, gelang die jahrelange Verzögerung der Umsetzung des Volkswillens für ein autofreies Limmatquai. 2004 wurde das Limmatquai verkehrsberuhigt und bis 2006 zu einer Flanierzone umgebaut: Die Tramstationen wurden erhöht und die Trottoirs alle in Pflasterstein gelegt. Die Fahrspuren blieben als Reserve für Notfälle oder Umleitungsmassnahmen bestehen, gleichzeitig gelten Fahrverbote.

## Bilder

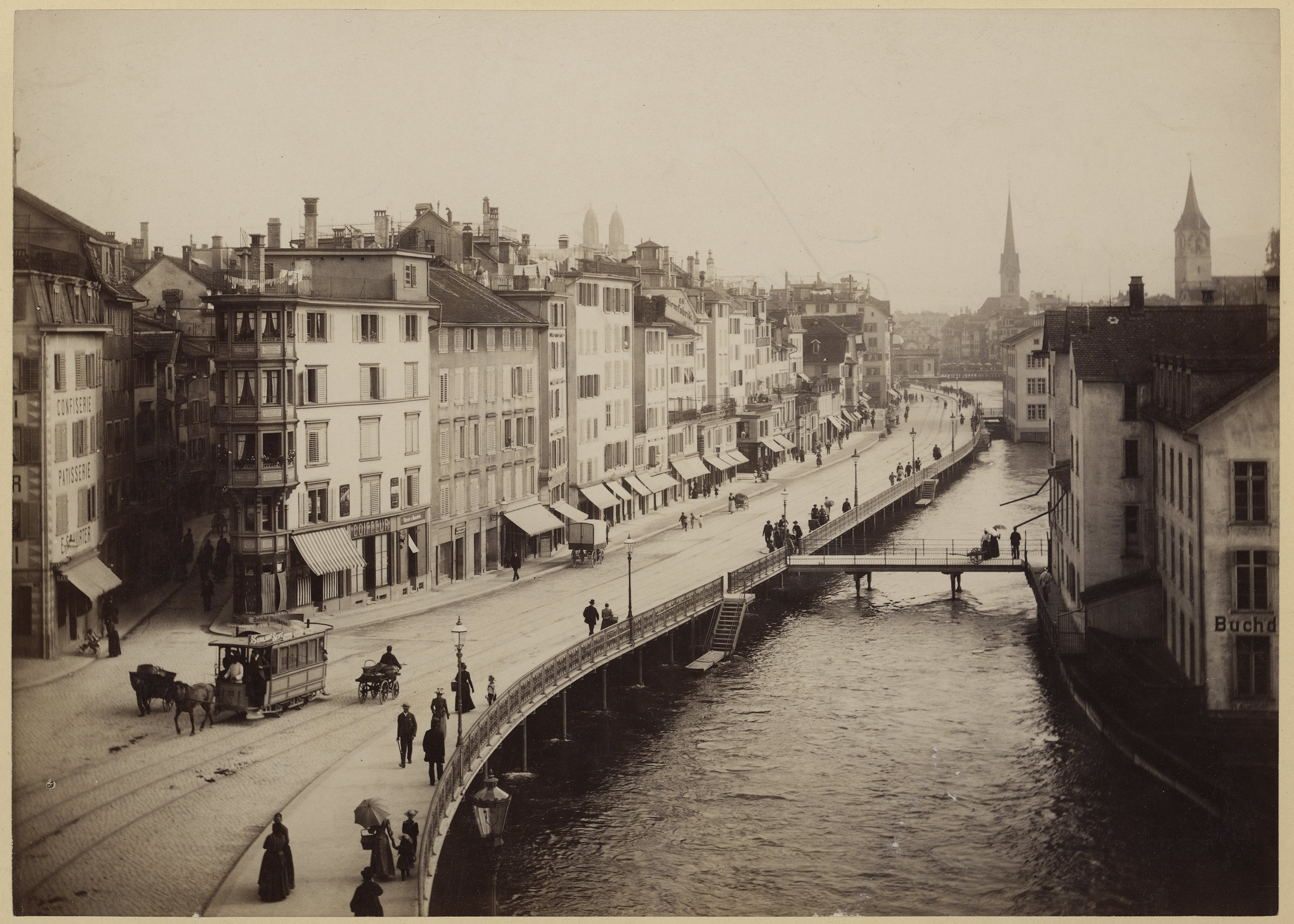
Beim Central, Fotografie ca. 1880
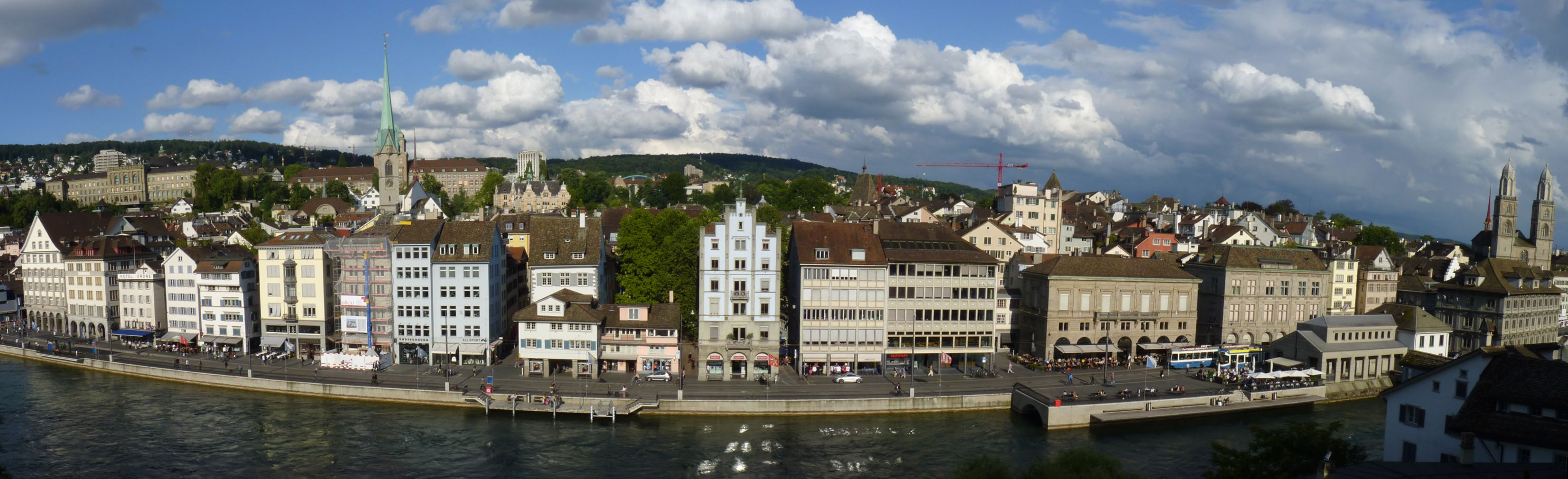
Limmatquai – Panoramasicht (von Westen)
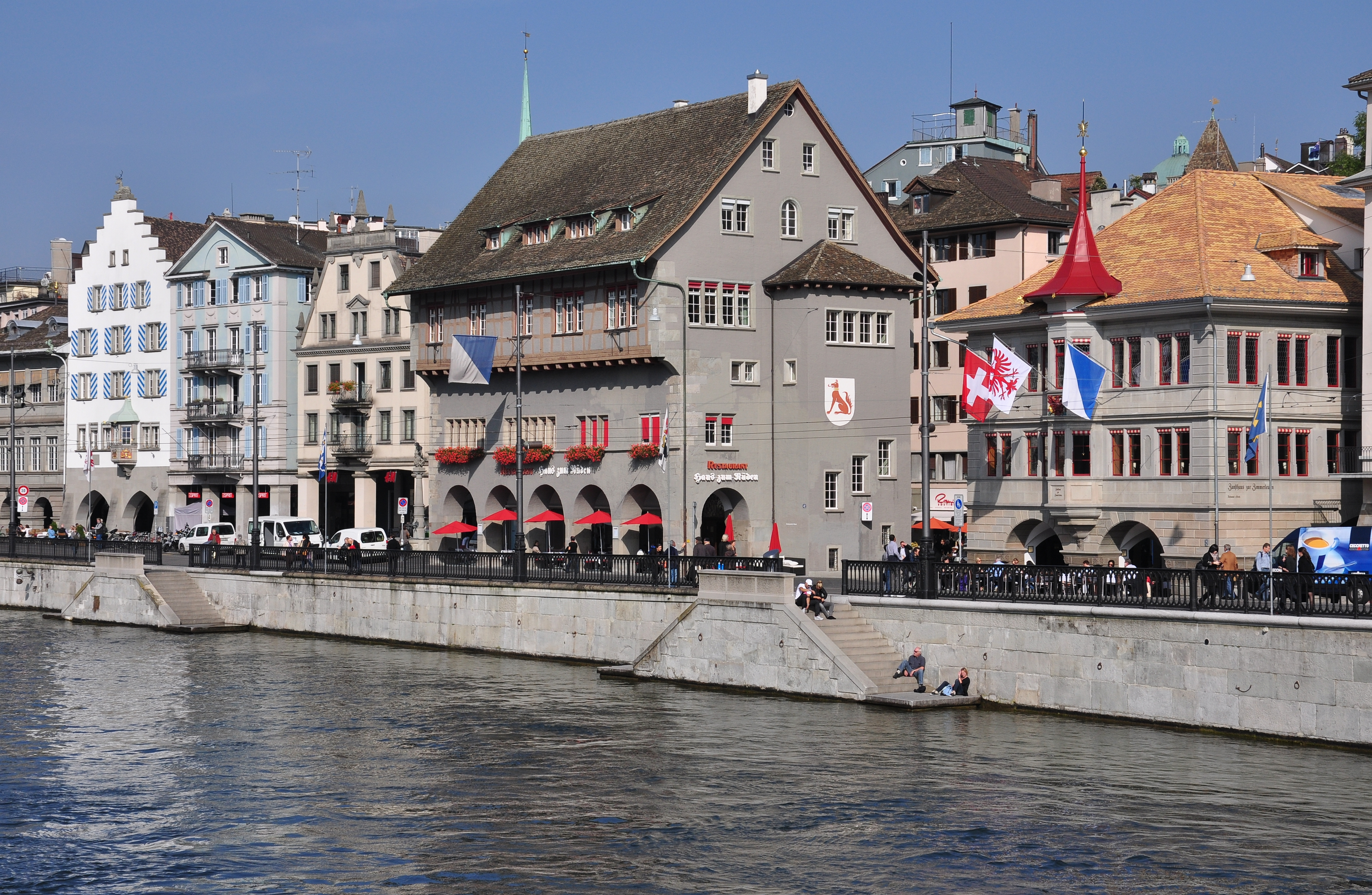
Blick von der Münsterbrücke auf das Haus zum Rüden (Mitte) und das Zunfthaus zur Zimmerleuten (rechts)
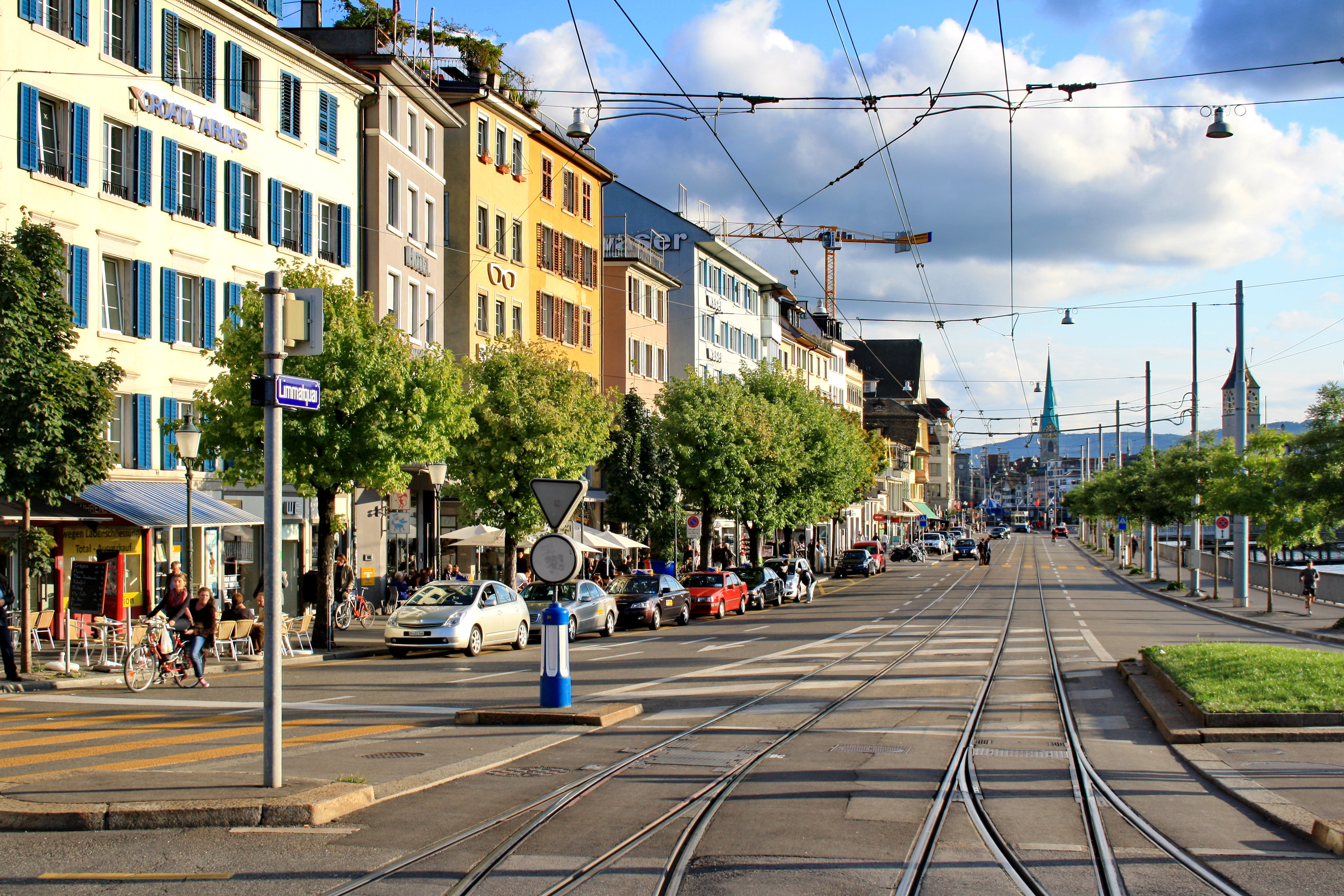
Vom Central nach Süden
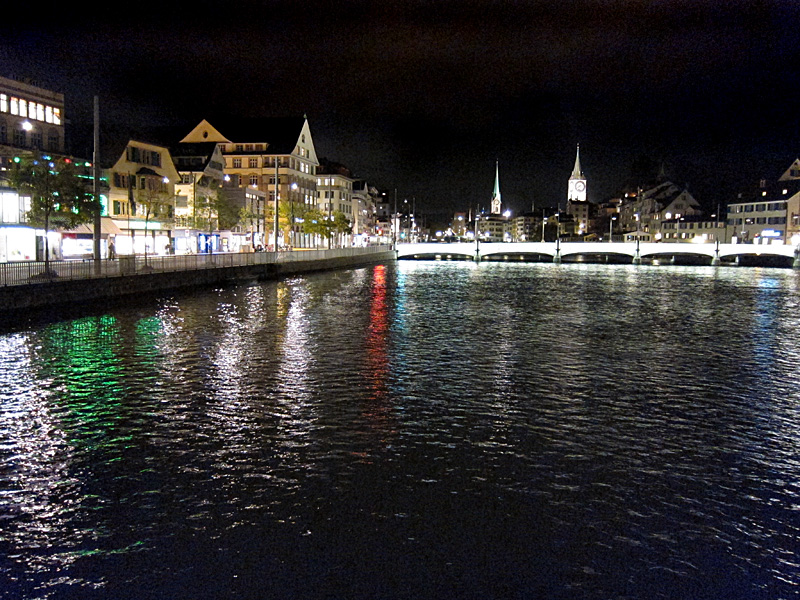
Unterhalb der Rudolf-Brun-Brücke